# HAART
HAART (ang. highly active antiretroviral therapy) – terapia antyretrowirusowa stosowana w przypadku zakażenia HIV, w której podstawową zasadą jest stosowanie mieszanki co najmniej trzech leków przeciwretrowirusowych w kombinacji zalecanej przez światowych ekspertów (schemat podstawowy: dwa nukleozydowe inhibitory odwrotnej transkryptazy plus jeden nienukleozydowy inhibitor odwrotnej transkryptazy albo dwa nukleozydowe inhibitory odwrotnej transkryptazy plus jeden inhibitor proteazy). Celem terapii jest długofalowe zahamowanie replikacji wirusa HIV. Wirusa HIV cechuje zdolność do szybkiego wytwarzania mutacji, prowadzących do oporności na stosowane leki antyretrowirusowe. Wobec czego monoterapia szybko staje się nieskuteczna – bardzo szybko zostają wyselekcjonowane zmutowane wirusy, które wskutek mutacji są oporne na stosowany lek. W przypadku pierwszego, skutecznego leku, zydowudyny, po około roku stosowania obserwowano pojawienie się populacji wirusa HIV opornego na ten lek i utratę skuteczności terapeutycznej tego preparatu. Stosując równocześnie trzy leki antyretrowirusowe zmniejsza się szansę, że w wyniku mutacji powstanie rodzina wirusów równocześnie oporna na trzy jednocześnie stosowane leki. Podobne podejście współcześnie stosuje się w terapii gruźlicy. Tu też obowiązuje terapia wielolekowa.
Zmiana schematu leczenia następuje na skutek: objawów niepożądanych, pojawienia się odporności wirusa na leki, braku współpracy z pacjentem.
W Polsce leki antyretrowirusowe są dostępne bezpłatnie w Poradniach Nabytych Niedoborów Immunologicznych. Terapia jest refundowana w Polsce i innych państwach Unii Europejskiej.

## Leki stosowane w terapii antyretrowirusowej
Istnieje (dostępne terapeutycznie; są zarejestrowane jako leki) pięć rodzajów leków antyretrowirusowych: inhibitory proteazy, nukleozydowe inhibitory odwrotnej transkryptazy i nienukleozydowe inhibitory odwrotnej transkryptazy, inhibitory integrazy oraz inhibitory wejścia. Trzy pierwsze grupy leków działają po wniknięciu wirusa HIV do komórki. Inhibitor integrazy uniemożliwia udział w połączeniu materiału genetycznego wirusa z ludzkimi chromosomami. Natomiast inhibitory wejścia uniemożliwiają wniknięcie wirusa HIV do limfocytów CD4-pozytywnych.

## Inhibitory proteazy
- amprenawir – w postaci leku o nazwie Agenerase
- typranawir – w postaci leku o nazwie Aptivus
- indynawir – w postaci leku o nazwie Crixivan
- sakwinawir – w postaci leku o nazwie Invirase
- lopinawir + rytonawir – w postaci leku o nazwie Kaletra
- fosamprenawir – w postaci leku o nazwie Lexiva
- rytonawir – w postaci leku o nazwie Norvir
- atazanawir – w postaci leku o nazwie Reyataz
- nelfinawir – w postaci leku o nazwie Viracept
- brekanawir – w fazie eksperymentów
- darunawir – w postaci leku o nazwie Prezista

## Nukleozydowe inhibitory odwrotnej transkryptazy
- zydowudyna + lamiwudyna – w postaci leku o nazwie Combivir lub Lazivir
- emtricytabina – w postaci leku o nazwie Emtriva
- lamiwudyna – w postaci leku o nazwie Epivir
- abakawir + lamiwudyna – w postaci leku o nazwie Epzicom
- zalcytabina – w postaci leku o nazwie Hivid
- zydowudyna – w postaci leku o nazwie Retrovir
- abakawir + zydowudyna + lamiwudyna – w postaci leku o nazwie Trizivir
- dizoproksyl tenofowiru + emtricytabina – w postaci leku o nazwie Truvada
- didanozyna – w postaci leku o nazwie Videx
- dizoproksyl tenofowiru – w postaci leku o nazwie Viread
- stawudyna – w postaci leku o nazwie Zerit
- abakawir – w postaci leku o nazwie Ziagen
- dekselwucytabina – w fazie eksperymentów
- alowudyna – w fazie eksperymentów
- amdoksowir – w fazie eksperymentów
- elwucytabina – w fazie eksperymentów
- tenofowir + emtricytabina – w postaci leku o nazwie Descovy[1]

## Nienukleozydowe inhibitory odwrotnej transkryptazy
- delawirdyna – w postaci leku o nazwie Rescriptor
- efawirenz – w postaci leku o nazwie Sustiva
- newirapina – w postaci leku o nazwie Viramune
- dorawiryna - w postaci leku o nazwie Pifeltro[2][3]
- (+)-kalanolid A – w fazie eksperymentów
- etrawiryna – w fazie eksperymentów

## Inhibitory wejścia
- enfuwirtyd – w postaci leku Fuzeon
- aplawirok – w fazie eksperymentów
- marawirok – w postaci leku Celsentri
- wikriwirok – w fazie eksperymentów.

## Inhibitory integrazy
- raltegrawir (Isentress)
- elwitegrawir (Vitekta)
- dolutegravir (Tivicay)

## Leki złożone
- Atripla
- Biktarvy
- Delstrigo (dorawiryna+lamiwudyna+fumaran dizoproksylu tenofowiru)[2]
- Dovato
- Eviplera
- Genvoya
- Juluca
- Stribild
- Symtuza
- Triumeq

## Zalety HAART
- zahamowanie replikacji wirusa, aż do stanu niewykrywalności, dostępnymi obecnie testami
- umożliwienie odbudowy układu immunologicznego, wzrost liczby limfocytów CD4
- zmniejszenie ryzyka infekcji innych osób w przypadku ekspozycji

## Wady HAART
- brak możliwości całkowitej eliminacji wirusa
- pojawienie się lekooporności HIV
- koszty

## Powikłania terapii i skutki uboczne
Terapia HAART niesie z sobą ryzyko wielu powikłań, w rzadkich przypadkach są na tyle poważne, że uniemożliwiają kontynuację leczenia. Mogą być przezwyciężane poprzez zastosowanie specyficznej dla danego pacjenta kombinacji leków.
Krótkoterminowe skutki uboczne HAART obejmują:
- biegunka
- ogólne złe samopoczucie
- przewlekłe zmęczenie
- problemy ze snem

Ich pojawienie się spowodowane jest dostosowaniem się organizmu pacjenta do nowych leków. Zwykle ustępują po kilku tygodniach. Istnieją także długoterminowe skutki, znacznie rzadsze, spowodowane głównie interakcją leków i układu immunologicznego.
Do najważniejszych zalicza się:
- zespół lipodystrofii
- kwasicę mleczanową
- oporność na insulinę
- dyslipidemię
- działania hepatotoksyczne.

Mimo wysokich kosztów leczenia i powikłań z nim związanych, terapia HAART jest najlepszą znaną obecnie metodą walki z HIV. Poprzez zahamowanie progresji choroby oraz umożliwienie odbudowy układu immunologicznego ogranicza ona liczbę powikłań związanych z naturalnym przebiegiem choroby. Zmniejsza przez to liczbę hospitalizacji chorych oraz wydłuża czas ich życia, poprawiając równocześnie jego komfort. Zgodnie z wyliczeniami ekspertów, terapia HAART jest tańsza niż koszt leczenia chorób spowodowanych przez HIV/AIDS.
Najnowsze leki pozwalają na przeżycie ok. 45 lat od momentu rozpoczęcia terapii.

## Kryteria nieskuteczności HAART
- niewystarczające zmniejszenie wiremii w okresie 4–8 tygodni od rozpoczęcia terapii
- utrzymywanie się wykrywalnego poziomu RNA HIV w osoczu po upływie 4–6 miesięcy od rozpoczęcia leczenia
- ponowne pojawienie się RNA HIV w osoczu po początkowej supresji wiremii do wartości niewykrywalnych
- kliniczny postęp choroby (wystąpienie zakażenia oportunistycznego, zwłaszcza gdy terapia nie dała również zadowalających efektów w badaniach wirusologicznych).

## Walka z lekoopornością wirusa
- całkowita zmiana leków na inne
- stosowanie tzw. Mega-HAART – terapii polegającej na podaniu dodatkowych 2–3 leków i stosowaniu ich razem z wcześniejszymi oraz (lub) zwiększenie ich dawki
- wakacje lekowe – całkowite odstawienie leczenia na pewien okres, celem odbudowy populacji wirusa nieodpornego na leki, który w normalnym przebiegu choroby ma przewagę nad mutantami. Ten ostatni sposób według najnowszych doniesień (2006 r.) całkowicie zawiódł.